# Ford Focus II
Pour un aperçu complet de tous les modèles de Focus, voir Ford Focus.
La Ford Focus Mk 2 est une automobile qui a été produite par Ford de 2005 à 2010. Dessinée par l'allemand Murat Güler, elle a été lancée au Paris Motion Festival le 25 septembre 2004 en tant que berline trois et cinq portes et en break, bien qu'une nouvelle voiture développée par Ford Europe ait été présentée en avant-première au Salon de l'automobile de Pékin à la mi-2005, sous la forme d'une berline 4 portes, sous le nom de « Focus Concept ».

## Conception et ingénierie

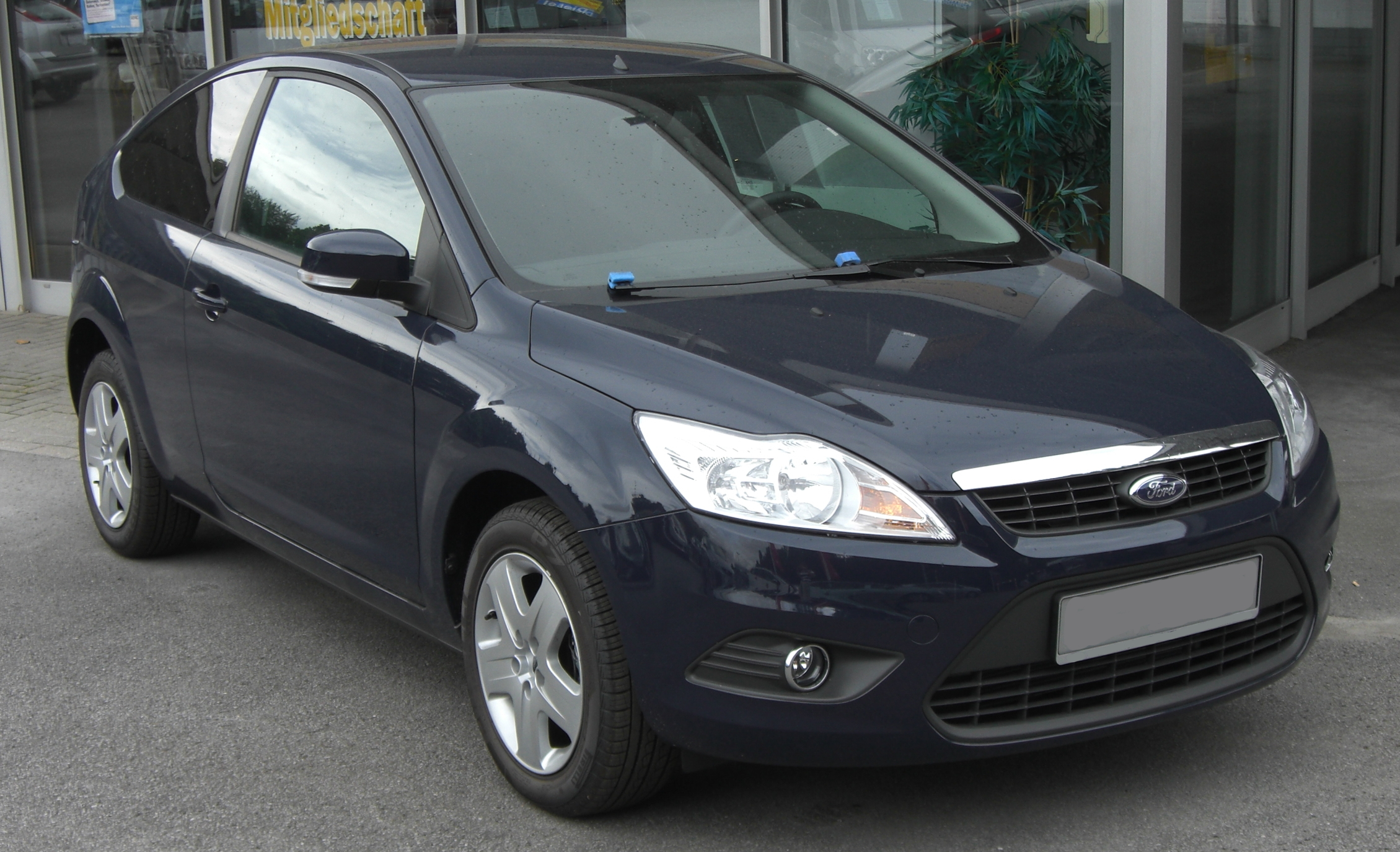
Ford Focus Mk 2 Facelift 3

La Mk 2, nom de code C307, utilise la plate-forme C1 de Ford qui est partagée avec les Volvo S40, V50 et C70, Mazda3 et Focus C-MAX. Ford appelle ce programme de partage de plate-forme «Global Shared Technologies».
La conception de la suspension de base, qui a beaucoup contribué au succès de la Mk 1, est restée en grande partie inchangée, et maintenant avec une carrosserie 10% plus rigide, offre une meilleure conduite par rapport à sa précédente selon Ford. Les mêmes styles de carrosserie que ceux de la Focus Mk 1 ont été proposés, bien que la berline à malle ne soit apparue qu'en mi-2005.
La Focus Mk 2 est beaucoup plus grande et considérablement plus lourde que la précédente avec une augmentation de 25 mm d'empattement et de 168 mm de longueur. Elle est 8 mm plus haute et 138 mm plus large. En conséquence, l'espace intérieur et l'espace du coffre ont augmenté. Les nouvelles technologies incluent un système KeyFree, un pare-brise à réflexion solaire, éclairage avant adaptatif, téléphone mains libres et commande vocale Bluetooth pour l'audio et le téléphone et systèmes de contrôle du climat.
Elle est également dotée d'une transmission manuelle Durashift à 6 vitesses, d'une transmission automatique Durashift à 4 vitesses, de la toute nouvelle transmission manuelle évoluée Durashift ou simplement de la transmission manuelle standard.
La qualité de construction et la finition perçues de l'intérieur étaient d'une avancée importante par rapport à la Mk 1 - un domaine dans lequel la voiture d'origine a été critiquée par rapport à la Volkswagen Golf Mk4 qui avait défini un standard beaucoup plus élevé pour l'ensemble de la catégorie. En conséquence, la Mk 2 présentait un tableau de bord rembourré et doux au toucher, action amortie pour la boîte à gants, poignées intérieures au pavillon, poignées de porte intérieures au fini chromé, plus d'appareillage à action positive et avec une meilleure attention portée à la qualité des matériaux et à la finition globale par rapport à la Mk 1.
Stylistiquement, le style de la Mk 2 présente le même langage de conception que celui de la Mondeo et de la Fiesta. Bien que toujours reconnaissable en tant que Focus, la nouvelle voiture utilise des caractéristiques de style de la proposition B pour la Focus d'origine, qui n'a jamais atteint la production et qui maintenant abandonnée.

## Disponibilité
La Focus Mk 2 était également construite à Silverton, en Afrique du Sud, pour l'exportation vers l'Australie et la Nouvelle-Zélande. Cependant, peu de temps après le lancement, Ford Nouvelle-Zélande a renoncé à son approvisionnement pour satisfaire la forte demande australienne et reçoit désormais des véhicules de l'usine allemande de Saarlouis. En 2006, la Mk 2 a fait ses débuts dans les Amériques avec son lancement sur le marché mexicain en tant que berline 4 portes ou la 3 portes en version sportive ST. La Focus Mk 2 est maintenant disponible aux côtés des versions de base du modèle Mk I sur certains autres marchés dans le monde tels que le Brésil, l'Argentine, le Chili, la Colombie et le Venezuela. En Argentine, jusqu'en 2008, la Focus Mk 1 était construite aux côtés de la Mk 2 dans l'usine de Pacheco, la Mk 1 a été arrêtée en 2010, lorsque la Mk 2 l'a finalement complètement remplacée.
Aux États-Unis et au Canada, la Focus Mk 1 était proposée en tant que berline à malle ou en coupé et sous une forme redessinée, les berlines à hayon et le break ayant été abandonnés après la refonte de 2008. Les ventes du modèle coupé ne représentaient qu'une petite fraction par rapport à la précédente berline 3 portes, malgré la hausse des ventes de la Focus berline et des voitures compactes en général.

## Sécurité
La nouvelle voiture a obtenu les meilleures cotes EuroNCAP pour sa catégorie (5 étoiles sur 5 pour la protection des adultes, 4 étoiles sur 5 pour la protection des enfants et 2 étoiles sur 4 pour la protection des piétons), battant des prétendantes telles que la Vauxhall / Opel Astra et la Volkswagen Golf Mk5, y compris la note maximale (16/16) pour le test d'impact frontal.

## Moteurs
La gamme de moteurs de la Mk 2 est un mélange d'ancien et de nouveau. Les moteurs Zetec-SE (nom de code Sigma) tout en aluminium de 1,4 L et 1,6 L de la génération précédente de Focus ont été fortement améliorés et renommés Duratec[réf. nécessaire], avec l'ajout du moteur Duratec Ti-VCT de 1,6 L avec calage variable des soupapes. Pour le marché sud-africain, le moteur quatre cylindres en ligne BZ de 1,6 L a été utilisé dans leur Mk2. Pour le lifting de 2009, il a été remplacé par le Duratec de 1,8 L.
Les moteurs essence d'origine, les Zetec de 1,8 L et 2,0 L, ont été remplacés par le Duratec HE[réf. nécessaire].
Le moteur diesel Duratorq des éditions Duratorq "Tiger" 1,6 L de 91 ch (67 kW) et 112 ch (82 kW) et Duratorq "Lynx" 1,8 L de 117 ch (86 kW) repris du modèle précédent et le diesel en version 2,0 L complète la gamme de la version standard de la Focus (c'est une unité différente du moteur diesel de la Mondeo)[réf. nécessaire].
Essence :
- Duratec 1,4 L de 80 ch (59 kW)
- Duratec 1,6 L de 110 ch (81 kW)
- Duratec Ti-VCT 1,6 L de 115 ch (85 kW)
- Duratec HE 1,8 L de 125 ch (92 kW)
- Duratec HE 2,0 L de 145 ch (107 kW)
- Cinq cylindres en ligne Duratec ST turbo 2,5 L de 225 ch (165 kW)
- Cinq cylindres en ligne Duratec RS turbo 2,5 L de 305 ch (224 kW)
- Cinq cylindres en ligne Duratec RS 500 turbo 2,5 L de 350 ch (257 kW)

Diesel :
- Duratorq TDCi 1,6 L de 90 ch, 100 ch et 109 ch (66 kW, 74 kW et 80 kW)
- Duratorq TDCi 1,8 L de 115 ch (85 kW)
- Duratorq TDCi 2,0 L de 110 ch et 136 ch (81 kW et 100 kW)

### Spécifications pour les moteurs essence
| Moteur                  | Boîte de vitesses                                | Puissance     | Couple  | Consommation (urbaine) litres aux 100 km | Consommation (extra-urbaine) litres aux 100 km | Consommation (combinée) litres aux 100 km | Vitesse de pointe | 0 à 100 km/h en secondes |
| ----------------------- | ------------------------------------------------ | ------------- | ------- | ---------------------------------------- | ---------------------------------------------- | ----------------------------------------- | ----------------- | ------------------------ |
| Duratec de 1,4 L        | Manuelle à 5 vitesses                            | 80 ch 59 kW   | 124 N m | 8,7                                      | 5,4                                            | 6,6                                       | 164 km/h          | 14,1                     |
| Duratec de 1,6 L        | Manuelle à 5 vitesses / Automatique à 4 vitesses | 100 ch 74 kW  | 150 N m | 8,7 / 10,3                               | 5,5 / 5,8                                      | 6,7 / 7,5                                 | 180 / 172 km/h    | 11,9 / 13,6              |
| Duratec Ti-VCT de 1,6 L | Manuelle à 5 vitesses                            | 115 ch 85 kW  | 155 N m | 8,7                                      | 5,4                                            | 6,6                                       | 190 km/h          | 10,8                     |
| Duratec HE de 1,8 L     | Manuelle à 5 vitesses                            | 125 ch 92 kW  | 165 N m | 9,5                                      | 5,6                                            | 7,0                                       | 198 km/h          | 10,3                     |
| Duratec HE de 2,0 L     | Manuelle à 5 vitesses / Automatique à 4 vitesses | 145 ch 107 kW | 185 N m | 9,8 / 11,2                               | 5,4 / 6,1                                      | 7,1 / 8,0                                 | 206 / 195 km/h    | 9,2 / 10,7               |
| Duratec ST de 2,5 L     | Manuelle à 6 vitesses                            | 225 ch 165 kW | 320 N m | 13,8                                     | 6,8                                            | 9,3                                       | 241 km/h          | 6,8                      |
| Duratec RS de 2,5 L     | Manuelle à 6 vitesses                            | 305 ch 224 kW | 440 N m | 13,4                                     | 7,0                                            | 9,4                                       | 263 km/h          | 5,9                      |
| Duratec RS500 de 2,5 L  | Manuelle à 6 vitesses                            | 350 ch 257 kW | 460 N m | ?                                        | ?                                              | ?                                         | 265 km/h          | 5,6                      |

### Spécifications pour les moteurs diesel
| Moteur                              | Boîte de vitesses                                | Puissance     | Couple  | Consommation (urbaine) litres aux 100 km | Consommation (extra-urbaine) litres aux 100 km | Consommation (combinée) litres aux 100 km | Vitesse de pointe | 0 à 100 km/h en secondes |
| ----------------------------------- | ------------------------------------------------ | ------------- | ------- | ---------------------------------------- | ---------------------------------------------- | ----------------------------------------- | ----------------- | ------------------------ |
| Duratorq TDCi de 1,6 L (HHDA/TD025) | Manuelle à 5 vitesses                            | 90 ch 66 kW   | 215 N m | 5,6                                      | 3,8                                            | 4,5                                       | 177 km/h          | 12,6                     |
| Duratorq TDCi de 1,6 L (G8DA)       | Manuelle à 5 vitesses                            | 109 ch 80 kW  | 260 N m | 5,8                                      | 3,8                                            | 4,5                                       | 188 km/h          | 10,6                     |
| Duratorq TDCi de 1,8 L (KKDA)       | Manuelle à 5 vitesses                            | 115 ch 85 kW  | 300 N m | 6,7                                      | 4,3                                            | 5,2                                       | 190 km/h          | 10,8                     |
| Duratorq TDCi de 2,0 L (IXDA)       | Manuelle à 6 vitesses                            | 110 ch 81 kW  | 265 N m | ?                                        | ?                                              | 5,9                                       | 186 km/h          | 11,6                     |
| Duratorq TDCi de 2,0 L (G6DA/G6DB)  | Manuelle à 6 vitesses / Automatique à 6 vitesses | 136 ch 100 kW | 340 N m | 7,0 / ?                                  | 4,5 / ?                                        | 5,5 / ?                                   | 203 / 200 km/h    | 9,3 / 9,6                |

## Niveaux de finition
Les principaux niveaux de finition de la Focus Mk 2 pré-lifting du Royaume-Uni sont énumérés ci-dessous. Pour les autres pays, la gamme est soit une version réduite de cette liste (par exemple, pour la Nouvelle-Zélande), soit elle est presque complètement différente (par exemple, pour l'Afrique du Sud, qui utilise les niveaux de finition Ambiente, Si et Trend, ou l'Australie, qui continue d'utiliser les anciens niveaux de finition CL / LX / Zetec / Ghia)
- Studio (modèle de base)
- LX (comme Studio et ajoute climatisation)
- Style (comme LX et ajoute enjoliveurs de style alliage, feux antibrouillards avant et un volant sport)
- Sport (comme Style et ajoute jantes en alliage)
- Zetec (comme Sport et ajoute suspension sport, sièges sport et diverses améliorations de style intérieur / extérieur)
- Zetec Climate (comme Zetec et ajoute pare-brise chauffant Quikclear)
- Ghia (ajoute rétroviseur à atténuation automatique, pare-brise chauffant Quikclear, feux antibrouillards avant, un certain nombre d'améliorations de style intérieur et seul modèle à avoir un régulateur de vitesse de série)
- Titanium (ajoute de série le lecteur CD / MP3 de Sony, verre d'intimité et sièges sport)

À partir de septembre 2006, Ford a légèrement révisé les spécifications de la finition standard pour permettre l'introduction d'autres options appelées X-Packs.

### Brésil
- GL (2009-2013) (moteur Sigma flexfuel 1,6 L de 116 ch (85 kW)) berline à hayon 5 portes, berline à malle 4 portes
- GLX (2009-2013) (moteurs Sigma flexfuel 1,6 L de 116 ch (85 kW), Duratec HE flexfuel 2,0 L de 148 ch (109 kW)) berline à hayon 5 portes, berline à malle 4 portes
- Ghia (2009-2010) (moteur Duratec HE flexfuel 2,0 L de 148 ch (109 kW)) berline à hayon 5 portes, berline à malle 4 portes
- Titanium (2011-2013) (moteur Duratec HE flexfuel 2,0 L de 148 ch (109 kW)) berline à hayon 5 portes, berline à malle 4 portes

### Chine
En République populaire de Chine, la Focus est construite par Chang'an Ford depuis avril 2005. Il est disponible en version berline cinq portes ou berline quatre portes. Les moteurs sont des essences de 1,8 L et 2,0 L.

## Lifting de 2008

### LT
La Focus Mk2 a été mis en vente avec un petit lifting en Australie, en Chine et en Afrique du Sud en 2008. Une partie de la mise à jour comprenait un nouveau pare-chocs avant partagé avec le Cabriolet / Coupé, des clignotants intégrés dans les rétroviseurs latéraux et des nouveaux styles de jantes alliages pour les modèles Zetec et Ghia. Tous les modèles ont également reçu deux coussins gonflables et l'ABS avec la norme EBD, ainsi que l'ajout de nouveaux ensembles de sécurité qui comprenaient; airbags avant latéraux, airbags rideaux, contrôle de la stabilité et de la traction et assistance au freinage d'urgence.

### (Mk2.5 ou LV)
En septembre 2007, Ford a dévoilé la Ford Focus Mk2 rénovée au salon de Francfort. Les ventes ont débuté en février 2008 au Royaume-Uni. Les changements comprennent :
- D'un point de vue esthétique, le lifting met la Focus en ligne avec le langage de style Kinetic Design vu sur la Ford Mondeo de 2007 et les Ford S-MAX et Ford Galaxy de 2006, tout en conservant la forme générale du modèle pré-lifting. Chaque panneau extérieur (à l'exception du toit) a subi une refonte avec les changements de détail clés suivants: calandres trapézoïdales, phares avec effet balayés vers l'arrière, passages de roues audacieux, vitre arrière avec une nouvelle forme, un hayon profilé, nouveaux feux arrière, nouveaux réflecteur arrière et nouveau pare-chocs arrière.
- Utilisation accrue de plastiques doux au toucher à l'intérieur
- Habitacle de l'instrumentation et commandes intérieures révisés, maintenant avec éclairage rouge
- Nouvelle conception pour la console centrale principale dans la finition haut de gamme Titanium et en option dans la Zetec
- Transmission PowerShift de Ford (similaire à la transmission DSG de Volkswagen) ajoutée à la gamme
- Introduction d'un bouton d'alimentation Ford
- Introduction d'une version de 110 ch (81 kW) pour le moteur Duratorq TDCi de 2,0 L.
- Gamme de finitions révisée comprenant les finitions Studio, Style, ECOnetic, Zetec, Titanium, ST–1, ST–2 et ST–3.

Fin 2008 a vu l'introduction de la finition «Zetec S», ajoutant un kit carrosserie avec spoilers avant et arrière, des jupes latérales et le grand becquet de toit de la ST. Elle comprend des pédales en aluminium, un couvercle de frein à main argenté et un pack WRC optionnel qui ajoute des décalcomanies de drapeau et des plaques de seuil WRC.
Les prix étaient similaires (sinon identiques) à ceux de la Focus pré-lifting (les prix ayant augmenté d'au moins 250 £, le prix de l'option contrôle de la stabilité du modèle précédent, est désormais inclus dans le prix de base). C'était parce que son avance au sommet des ventes de voitures britanniques avait été coupée par la Vauxhall Astra les années précédentes.
En janvier 2008, Ford a collaboré avec la chanteuse et la gagnante de Strictly Come Dancing, Alesha Dixon, pour créer un remix et une vidéo exclusifs en édition spéciale pour célébrer le lancement de la nouvelle Ford Focus.
En juin 2009, la Focus berline à malle a été mise au rebut au Royaume-Uni et dans le reste de l'Europe occidentale (bien qu'elle soit toujours disponible en conduite à droite en Afrique du Sud, en Irlande et en Australie). Cependant, les ventes se sont poursuivies jusqu'en 2011 en Europe continentale, en Europe de l'Est, en Russie, en Chine et à Taiwan (bien que produites en conduite à gauche). La production a pris fin en 2011, mais pour certains marchés, comme le Brésil, ainsi que la Chine et l'Argentine, elle était toujours vendue sous le nom de Focus Classic ou Focus jusqu'à la fin de sa production en 2014, mais la Chine la vend toujours sous le nom de Focus Classic.
En janvier 2010, la Focus III berline à malle a été dévoilée.

## Variantes supplémentaires

### Focus ST
En 2005, Ford a dévoilé une version sportive de la Focus Mk 2 à hayon. Appelée Focus ST, et disponible en version à hayon trois ou cinq portes, la voiture utilise le moteur Modular de Volvo, un moteur 5 cylindres turbocompressé de 2,5 L produisant 228 ch (168 kW). Cependant, Ford l'a renommé Duratec ST de Ford, a appliqué un calage variable des soupapes aux deux arbres à cames, a appliqué un volant plus léger et a effectué un recalibrage de l'accélérateur.
La Ford Focus Mk 2 ST est également connue sous le nom de XR5 Turbo sur le marché australien et néo-zélandais, mais elle est uniquement vendue en version berline cinq portes. En 2008, Ford, en collaboration avec Mountune Racing, a dévoilé un kit pour une mise à niveau de la puissance, qui augmente la puissance de sortie à 264 ch (194 kW). Le kit se compose de : un filtre de panneau K&N, refroidisseur intermédiaire plus grand et un remappage. Bien que la plate-forme soit la même, aucune version berline à malle n'a été mis en vente.

### Coupé-Cabriolet
La Focus Coupé-Cabriolet, avec un toit rigide rétractable en deux parties, a été présentée au Salon de Genève en février 2006 et mise en vente en octobre 2006. À l'origine, elle a été présentée en avant-première au salon de l'automobile de Francfort 2005. Pininfarina a réalisé l'assemblage final.
En février 2008, Ford a dévoilé une nouvelle Focus Coupé-Cabriolet arborant la nouvelle partie avant «Kinetic Design» de la Ford Focus standard. Cependant, contrairement aux Focus standards, les panneaux de carrosserie latéraux et arrière n'ont pas été modifiés, et les rétroviseurs extérieurs n'ont pas non plus été mis à niveau vers les unités du nouveau style, contrairement au reste des nouvelles Focus. Les moulures latérales n'ont pas non plus été supprimées, contrairement au reste de la gamme Focus. Certains organes de presse s'attendaient à de tels changements, pour qu'elle reste en ligne avec le reste de la gamme.

### Focu ECOnetic
Présenté au salon de l'automobile de Francfort en septembre 2007 dans le cadre de la gamme rénovée, la Focus ECOnetic est un modèle respectueux des émissions, similaire à la gamme BlueMotion de Volkswagen, utilisant un moteur Duratorq TDCi 1,6 L de 109 ch (80 kW) avec un filtre à particules diesel (FPD). Les caractéristiques aérodynamiques, y compris des pneus à faible résistance, contribuent à une consommation de carburant de 4,3 litres aux 100 km avec des émissions moyennes de CO2 de 115 g/km.

### Focus X Road
Le Focus X Road, un Focus break au look de crossover qui comportait un nouveau kit carrosserie composé de pare-chocs avant et arrière révisés avec une finition noire assortie sur les portes et les panneaux latéraux, a été présentée à l'AutoRAI Amsterdam en avril 2009. Le X Road n'était disponible qu'aux Pays-Bas avec un moteur Flexifuel de 1,8 L et il était limité à 300 unités,. Cependant, un mois plus tard, le X Road a également fait ses débuts au Salon international de l'automobile de Barcelone et a ensuite fait ses débuts dans d'autres pays à conduite à gauche avec des moteurs essence et diesel standards.

### Focus Mk 2 RS
Le 17 décembre 2007, Ford Europe a confirmé qu'une Focus Mk 2 RS serait lancée en 2009. Le communiqué de presse note également qu'un concept car de la RS est attendue pour mi-2008. Contrairement à de nombreuses rumeurs et spéculations,, Ford a annoncé que la RS allait avoir une disposition traction avant conventionnelle avec un moteur Duratec ST amélioré, devenant le Duratec RS de 305 ch (224 kW), une boîte de vitesses améliorée, une suspension améliorée et un différentiel à glissement limité amélioré. Comme annoncé, la Focus MK2 RS a pris la route le 5 janvier 2009.
Lorsque Ford a terminé la production de la Mk I, le directeur général de Ford Grande-Bretagne, Paul Thomas, a déclaré : « Nous avons toujours su que la Focus RS serait un best-seller, mais nous n'aurions jamais pu prédire son accueil fantastique et l'effet qu'elle a eue pour faire raviver la passion de la marque Ford RS ».
En 2008, Ford a dévoilé la nouvelle Focus RS sous la forme d'un «concept» au British International Motor Show. Le moteur Duratec RS a été amélioré pour produire 305 ch (224 kW) à 6 500 tr/min et 440 N m de couple à 2 250–4 500 tr/min. L'accélération de 0 à 100 km/h aurait été inférieure à 6 secondes. La RS utilise un moteur cinq cylindres en ligne de 2 522 cm3 de Volvo modifié et que l'on retrouve dans la Focus ST. Un turbo BorgWarner K16 plus grand fournit désormais jusqu'à 1,40 bar de suralimentation. Un nouveau refroidisseur intermédiaire air-air a été développé en complément, tandis que le vilebrequin forgé, les pistons en silicium-aluminium, les alésages de cylindre revêtus de graphite, un taux de compression de 8,5:1 et un calage variable des soupapes augmentent également la puissance de sortie. La voiture reste à traction avant, mais pour réduire le couple, la direction utilise un différentiel à glissement limité à polarisation de couple automatique Quaife et une suspension avant à jambe de force MacPherson spécialement conçue appelée RevoKnuckle, qui fournit un rayon de frottement plus faible et un décalage du pivot par rapport aux conceptions traditionnelles tout en évitant l'augmentation du poids et la complexité des configurations de suspension à double triangulation et multibras. Ford Royaume-Uni affirme : « C'en est tellement proche que vous croiriez conduire une voiture de rallye (Ford Focus RS WRC) ».
- 0-100 km/h : 5,9 secondes[17]
- 50-100 km/h : 5,3 secondes (en 4e vitesse)[17]
- Vitesse de pointe : 263 km/h[17]
- Atteindre un kilomètre avec un départ arrêté : 25,4 secondes (la voiture à traction avant la plus rapide dans cet exercice particulier - ce temps a été enregistrée par le magazine belge "Le Moniteur Automobile")

À l'arrière, un grand tunnel Venturi et un aileron arrière spectaculaire créent une allure résolue. La Focus RS est disponible en trois couleurs extérieures expressives: Ultimate Green, Performance Blue et Frozen White. La Focus RS a une peinture 'Ultimate' Green exclusive faisant écho à la peinture verte des Ford Le Mans et Ford Escort RS1600 des années 1970.

### Focus RS 500
La Focus RS500 a été lancée en avril 2010. Une série limitée de 500 unités (dont 101 pour la Grande-Bretagne) a été produite. Elle dispose d'un moteur essence L5 turbocompressé de 2,5 L qui produit 350 ch (257 kW) et est capable d'atteindre le 0 à 100 km/h en 5,4 secondes, avec une vitesse de pointe de 266 km/h, ce qui en fait la Focus la plus rapide à ce jour.
Le nouveau modèle a reçu la désignation RS500 pour souligner sa production strictement limitée à 500 véhicules numérotés individuellement, tous proposés à l'achat pour les clients. Chaque RS500 porte une plaque métallique sur la console centrale, avec un numéro d'identification unique de 001 à 500 gravé à la main.
Pour doter la RS500 d'un bloc d'alimentation adapté, le moteur Duratec RS turbocompressé 2,5 litres de 305 ch (224 kW) de la Focus RS standard a été mis à niveau pour fournir beaucoup plus de puissance maximale et de puissance moyenne. La puissance de pointe est augmentée de 45 PS (33 kW) pour 350 ch (257 kW) au total à 6 000 tr/min, tandis que le couple a été augmenté de 440 à 460 N m, délivrés sur une large plage de vitesse de 2 500 à 4 500 tr/min.
Les changements incluent un refroidisseur intermédiaire air-air beaucoup plus grand pour fournir une charge plus froide et plus dense ; un boîtier de filtre à air plus grand pour un flux d'air accru ; tuyau de descente d'échappement de plus grand diamètre et une pompe à carburant améliorée, avec une mise à jour logiciel de l'étalonnage pour optimiser les performances du moteur révisé.
Les chiffres de performance préliminaires de la Focus RS500 indiquent qu'elle atteint le 0 à 100 km/h en 5,6 secondes, avec une vitesse de pointe similaire aux 263 km/h de la RS standard.
Conçu par Performance Car Enthusiasts, le moteur de la Focus RS500 a été modifié par une équipe de Ford TeamRS en partenariat avec Revolve Technologies, la société d'ingénierie automobile qui développe des améliorations de performances approuvées par Ford via sa marque Mountune Performance.
Toutes les Focus RS500 seront peintes dans la couleur standard Panther Black métallique, avant d'être expédié à une installation dédiée de 3M près de Francfort, en Allemagne, où un film spécial sera appliqué sur la carrosserie pour créer l'effet noir mat.

### Focus BEV
Un prototype de Focus électrique à batterie a été présenté en août 2008. La variante est parfois connue sous le nom de "Focus EV".
Le concept car dévoilé au salon de l'automobile de Francfort 2009 a été développé pour participer à l'initiative de démonstration des « véhicules à très faible teneur en carbone » du gouvernement britannique début 2010. Un consortium de Ford, Scottish and Southern Energy et de l'Université de Strathclyde utilisera une flotte de 15 Ford Focus BEV et une infrastructure de recharge dans et autour du Borough d'Hillingdon à Londres à partir de début 2010. Cette nouvelle flotte de BEV de démonstration est en cours de développement grâce à un financement public du Technology Strategy Board (TSB) du gouvernement britannique, qui promeut les projets innovants et réduisant les émissions de CO2 menés par l'industrie.
En tant que coup publicitaire, la Focus BEV a été présentée dans The Jay Leno Show dans un segment intitulé "Green Car Challenge" dans lequel des célébrités ont conduit la voiture électrique.

## Sport automobile

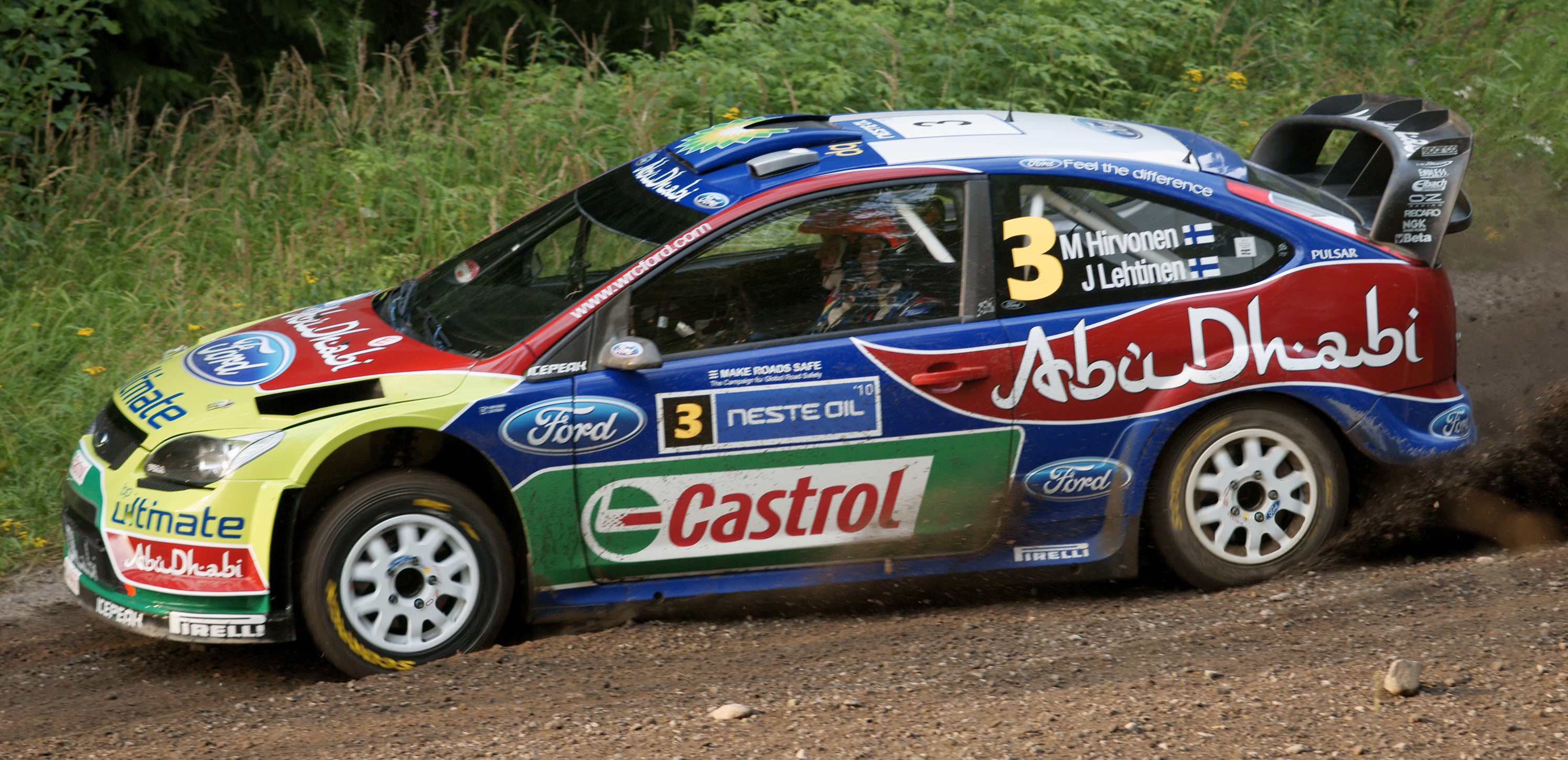
Ford Focus RS WRC 09 de Mikko Hirvonen en 2010

La Focus RS WRC est une version construite par Ford et M-Sport pour le BP Ford World Rally Team et développée pour participer au championnat du monde des rallyes. RS signifie Rallye Sport et WRC signifie World Rally Car, la spécification FIA de la voiture.
Comme toutes les voitures de rallye contemporaines, la voiture est fortement modifiée par rapport à la version de série, avec laquelle elle ne partage que la forme de base et certaines parties de la carrosserie. La voiture dispose de quatre roues motrices, plutôt que de la traction avant de la voiture de route. Le moteur utilisé dans la Focus WRC de 2007 est basé sur le moteur Duratec de 2,0 litres de Ford des autres modèles de la gamme Focus, car les règles de rallye ne permettent pas le moteur standard de 2,5 litres de la Focus ST ou de la RS de route. Comme avec la plupart des voitures de rallye, le moteur de 2,0 litres est fortement modifié et les performances ont été augmentées à l'aide d'un turbocompresseur. De plus, la Ford Focus WRC de 2009 utilise un moteur Duratec WRC L4 de 1 998 cm3 de Ford construit par Pipo (quatre cylindres, 16 soupapes, alésage de 85 mm et course de 88 mm), système de gestion électronique du moteur Pi, turbocompresseur Garrett (avec restricteur d'entrée de 34 mm requis), refroidisseur d'air et un convertisseur catalytique.
À partir du dernier rallye de la saison 2005, Ford a fait campagne pour un tout nouveau modèle, la Focus RS WRC 06, à la suite du lancement de la nouvelle version de route de la voiture. Le moteur choisi pour cette Focus était un moteur Duratec développé par le spécialiste français des moteurs, Pipo Moteur. La voiture a remporté douze victoires en rallye mondial, à commencer par l'ouverture de la saison 2006 du Rallye de Monte-Carlo aux mains de Marcus Grönholm.
La Focus RS WRC 07 est basée sur le modèle de 2006, et selon le directeur technique de Ford, Christian Loriaux, "les changements de la nouvelle voiture visent principalement à gagner du poids et à améliorer l'efficacité, la maniabilité et les performances au bas de la gamme". La voiture a fait ses débuts avec beaucoup de succès au Rallye de Finlande 2007 lorsque les Finlandais de Ford, Grönholm et Mikko Hirvonen, ont terminé premier et deuxième. Elle est ensuite entrée dans l'histoire au Rallye de Suède 2008 lorsque Jari-Matti Latvala a utilisé cette voiture pour devenir le plus jeune pilote à remporter un rallye mondial.
La Focus RS WRC 08 est basée sur le modèle de 2007, la Ford Focus WRC 08 a vu pour la première fois le nouveau design avant aérodynamique au Rallye Deutschland 2008 Shakedown. C'est la première fois qu'Hirvonen et Latvala conduisent la voiture 08 avec le nouveau style avant.
La version 2008 de la Focus RS WRC comprend des changements de style de conception ainsi que des améliorations du moteur. Les changements de style dans la zone de la calandre reflètent l'apparence de la voiture sportive pour la route, Focus Mk II RS, récemment présentée.
La Focus RS WRC a remporté quatre victoires en 2008 et compte 36 victoires en WRC à son actif depuis le lancement du modèle original en 1999.
La version 2009 de la Focus RS WRC comprend de petits changements de style de conception.